# Паралогізм
Паралогі́зм (грец. παραλογισμός) — помилковий висновок) — ненавмисна логічна помилка. Паралогізм варто відрізняти від софізму — помилки, вчиненої навмисно, з метою ввести в оману опонента, обґрунтувати помилкове твердження й тощо.

## Історія терміна
Арістотель називав паралогізмом будь-який помилковий доказ за винятком софізму, тобто навмисного помилкового доказу .
Автори «Логіки Пор-Рояля» вживали термін «паралогізм» як синонім терміна «софізм».
Важливу інтерпретацію терміна запропонував Іммануїл Кант, який розрізняв логічний паралогізми(який він визначав як помилковий за своєю логічною формою висновок) від  трансцендентального паралогізму(специфічної філософської помилки).
Іспанський філософ Хаїм Лусіано Бальмес в своїй роботі про логіку визначав паралогізм як умовивід, помилковий за змістом, а софізм — як умовивід помилковий за формою.

## Логіка
Паралогізм визначають як помилковий за формою, тобто неправильно побудований висновок (умовивід, міркування). Помилка в такому міркуванні полягає не в тому, що його зміст буде істинним чи хибним, а в тому, що форма висновку не відповідає правилам логіки. Паралогізми як вид логічної помилки слід відрізняти від помилок змісту.
Своєю ненавмисністю паралогізми відрізняється від софізму — логічної помилки, що здійснюється навмисно (навмисно помилкового висновку).
Крім того, паралогізми слід відрізняти від парадоксів і антиномій — правильно побудованих умовиводів, що приводять до самозаперечення.

## Кант і кантіанство
Іммануїл Кант визначав логічний паралогізм як помилковий за формою умовивід, незалежно від того, чи істинний його зміст чи ні.
Трансцендентним паралогізмом називається такий помилковий умовивід, що має трансцендентну основу. Ця основа закладена в природі розуму й веде до неминучої ілюзії, яка, щоправда, може бути усунена. При відсутності дисципліни, яку приписує критика, розум сприймає свої ідеї за речі самі по собі й переходить до конститутивного застосування трансцендентних ідей. Як наслідок, розум неминуче впадає в оману (трансцендентну ілюзію), окремим випадком якої є паралогізм.
На підставі паралогізму раціональної психологією проводиться доказ на користь субстанціальністі душі. Логічний суб'єкт в цьому доказі набуває характеру реальної субстанції.

## Ліотар
Жан-Франсуа Ліотар висунув концепцію, за якою для епохи постмодерну характерний особливий тип легітимізації (легітимації) знання — «легітимізація за допомогою паралогізму» («легітимація через паралогію»). Вона відрізняється від легітимації знання в класичну та некласична епоху, оскільки та була організована логічними формами. Крім того, легітимація через паралогію позбавлена і прагматичної корисності.